# TBi11M
Motorola Xoom Wi-Fi TBi11M（モトローラ ズーム ワイファイ ティビーアイイチイチエム）はauブランドを展開するKDDIおよび沖縄セルラー電話のWi-Fi通信専用タブレット端末である。米・モトローラ・モビリティによって開発された。製造型番は、MOT11である。

## 概要
auでは初となる Android 3.0を搭載したタブレットである。通信方式は、Wi-FiとBluetoothのみに対応しており、SIMカードスロットを搭載しているが、3G通信には非対応である。日本国外向けMotorola Xoomでは、3G方式の通信に対応している。また日本国外版ではAndroid 4.1までアップデートされたが、au向けモデルについてはAndroid 4.0をもってアップデートが終了している。

## 歴史
- 2011年（平成23年）2月28日 - KDDI、およびモトローラ・モビリティより公式発表。
- 2011年4月8日 - 発売。
- 2011年6月21日 - Android 3.1 および microSD カードに対応するアップデートが提供開始[2]
- 2011年12月15日 - Android 3.2へのアップデート開始[3]
- 2012年5月23日 - Android 4.0.3へのアップデートが提供開始[4]

## Android 4.0.3へのアップデート
2012年5月23日よりAndroid 4.0.3へのアップデートが開始された。アップデートにより次の機能の追加とアプリケーションが追加された。なおアップデートによりFlash Playerが使用不可となり、Flashを利用したページの閲覧は不可能となる。またMovie Studioが削除される。
- 機能追加
  - ロック解除画面が変更され、「カメラ」「ブラウザ」「ギャラリー」を直接起動できるようになる。
  - フォルダの作成が簡単になる。
  - データ転送量の確認が出来る。
- アプリ追加
  - au Market（利用は6月下旬以降より）
  - auスマートパス（同上）
  - au Wi-Fi 接続ツール
  - Play ムービーアプリ
  - MOTOLOUNGEアプリ